# Syncerus acoelotus
Syncerus acoelotus — вимерлий вид оленеподібних ссавців з родини бикових. Він жив під час пізнього пліоцену та раннього плейстоцену.
Скам'янілості цього виду вперше були знайдені в Олдувайській ущелині ще в 1978 році, а кілька років по тому він був описаний. S. acoelotus був більшим і, ймовірно, предком свого живого родича.